# Iwan Sergejewitsch Turgenew

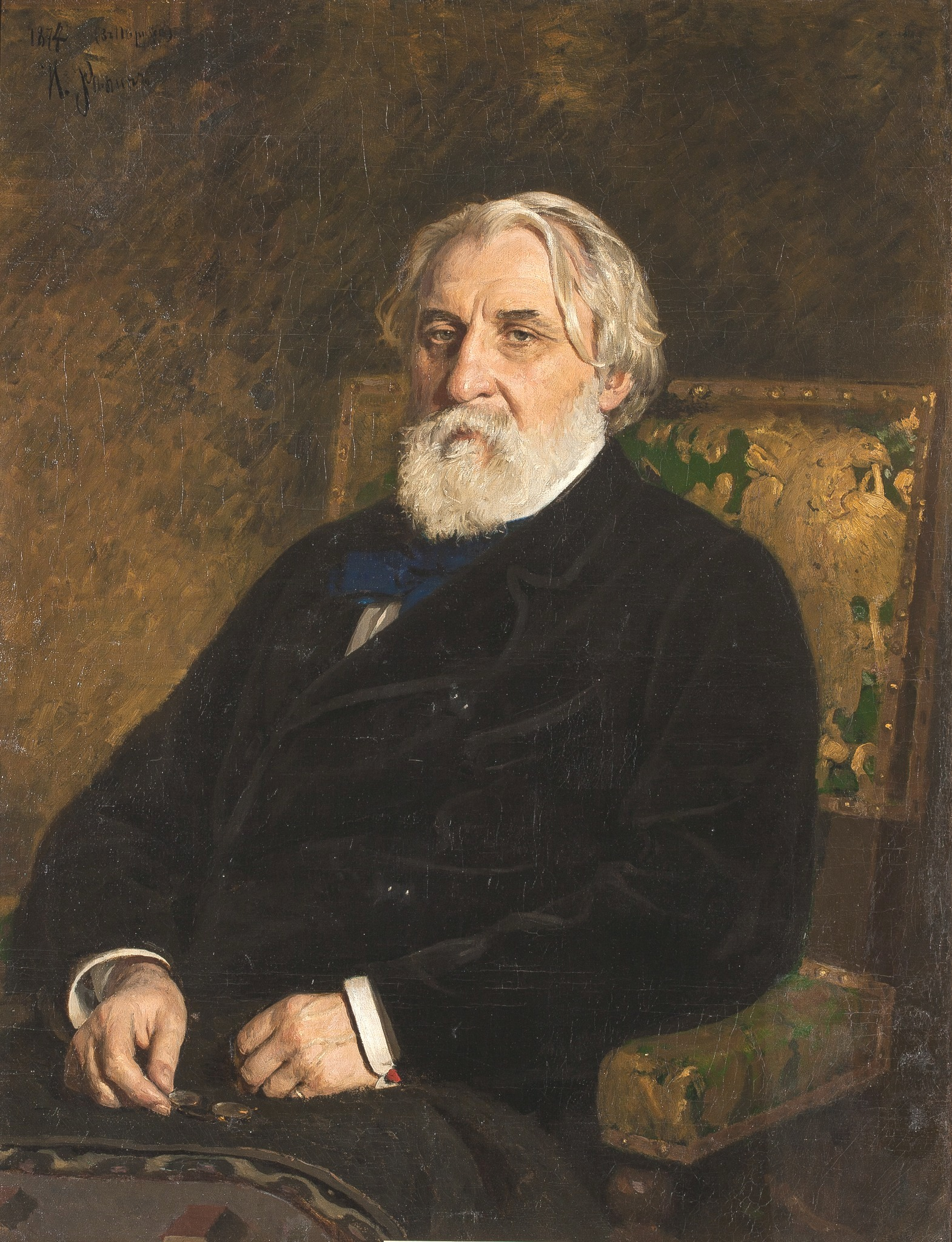
Ilja Repins Portrait des Dichters Turgenew

Iwan Sergejewitsch Turgenew (in Deutschland in der Regel Iwan Turgenjew, russisch Иван Сергеевич Тургенев, wissenschaftliche Transliteration Ivan Sergeevič Turgenev: [ɪˈvan sʲɪrˈɡʲe(j)ɪvʲɪtɕ tʊrˈɡʲenʲɪf]; * 28. Oktoberjul. / 9. November 1818greg.  in Orjol, Russisches Kaiserreich; † 22. Augustjul. / 3. September 1883greg. in Bougival bei Paris) war einer der bedeutendsten russischen Schriftsteller. Als einer der ersten griff er in der russischen Literatur die alltäglichen Nöte und Ängste der russischen Gesellschaft auf und thematisierte sie.

## Leben

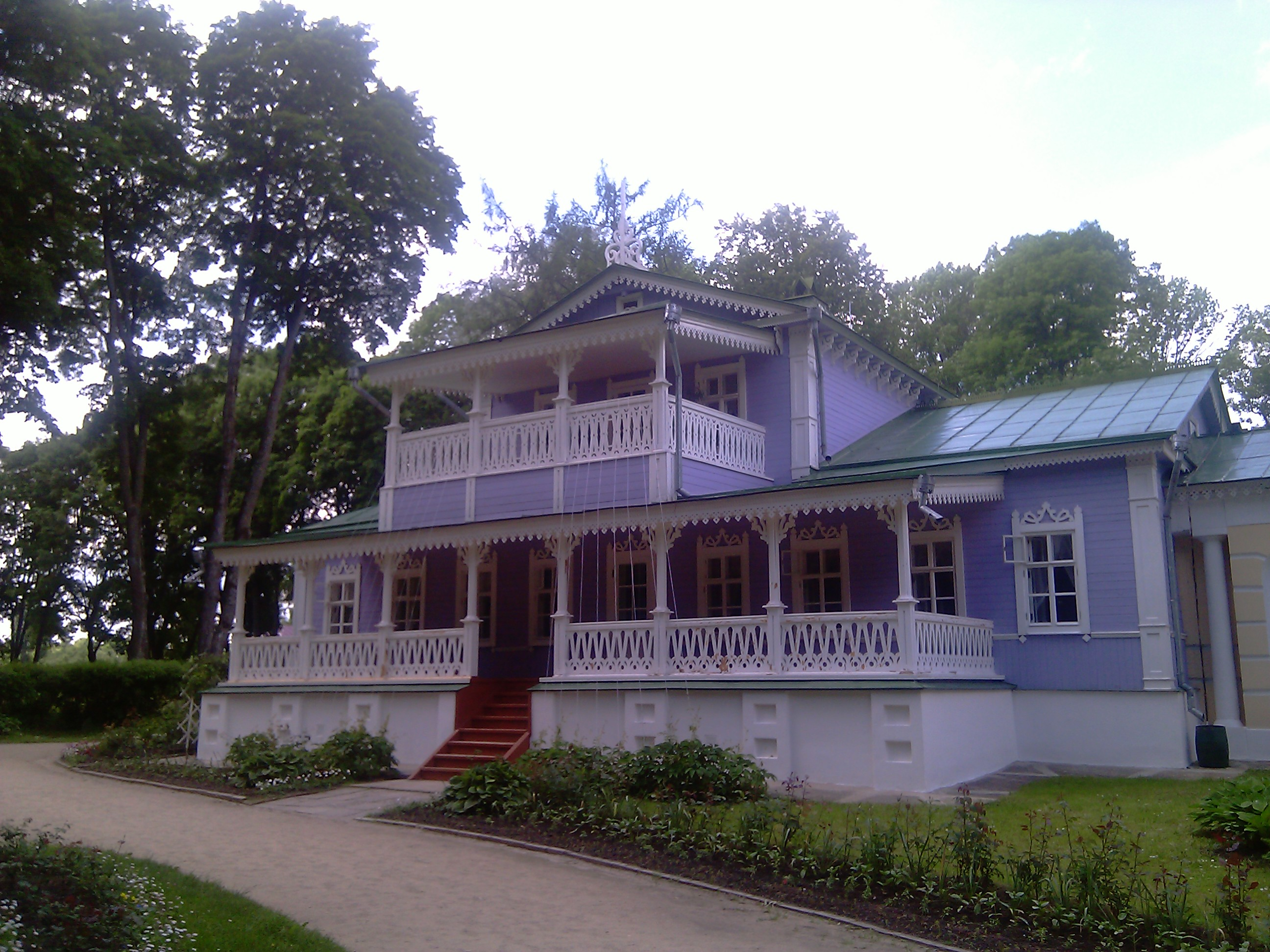
Spasskoje-Lutowinowo: In diesem Haus lebte Turgenew als Kind

Turgenew wurde am 9. November 1818 in Orjol geboren und wuchs auf dem elterlichen Gut Spasskoje-Lutowinowo im Gouvernement Orjol auf. Er stammte aus einem alten Adelsgeschlecht, sein Vater war Offizier in der russischen Armee. Seine Eltern hatten mehrere tausend Leibeigene.
Seine Kindheit verbrachte er hauptsächlich in Orjol und wurde dort von Privatlehrern unterrichtet. 1827 wurde seine Erziehung in dem Moskauer privaten Pensionat des Inspektors der Klassen des Moskauer Waisenhauses Johann Friedrich Iwanowitsch Weidenhammer fortgesetzt. Der Direktor des Instituts, Krause, förderte Turgenews Hinwendung zur mittel- und westeuropäischen Kultur.
Nach dem Schulabschluss studierte er Literatur, 1833/34 in Moskau, von 1834 bis 1837 in Sankt Petersburg. Von 1838 bis 1841 weilte er für das Studium im Ausland. Turgenew hatte ein sehr geselliges Wesen. In Berlin befasste er sich insbesondere mit der Philosophie Hegels bei dessen Schüler Karl Werder. Es kann vermutet werden, dass er in Berlin und Heidelberg auch in Kontakt mit mehreren russischen Chemikern gekommen ist – der Roman Väter und Söhne hat viele Anknüpfungspunkte zur Chemie. In diese Zeit fällt auch seine erste Begegnung mit Nikolai Stankewitsch und Michail Bakunin.
Schon 1838 erschienen einige Gedichte Iwan Turgenews im Druck. Nach seiner Rückkehr nach Russland folgte um 1841 ein kurzes Zwischenspiel von etwa zwei Jahren als Beamter in Petersburg. Nach dieser Erfahrung entschied er sich für die Existenz als freier Schriftsteller. Dann kehrte er nach Orjol zurück und gab die Leibeigenen seines Gutes frei. Sein Erstlingswerk in erzählender Prosa ist die 1844 publizierte Novelle Andrej Kolossow (Андрей Колосов). Die Sammlung von Erzählungen Aufzeichnungen eines Jägers, seine erste Buchveröffentlichung 1852, legte den Grundstein für seine Berühmtheit. Im März 1852 wurde er jedoch aufgrund eines Artikels Ein Brief über Gogol verhaftet und zeitweilig auf sein Gut verbannt.

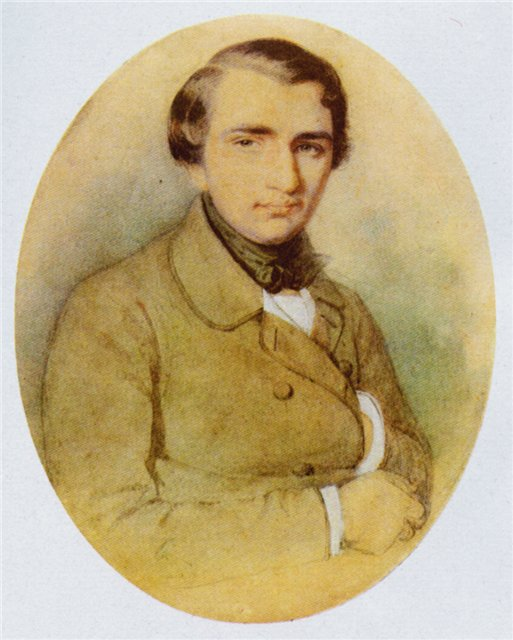
Iwan Turgenew, 1838 porträtiert von Kirill Gorbunow

Ab 1855 lebte Turgenew mit nur kurzen Unterbrechungen im Ausland, besonders in Deutschland und Frankreich, von wo aus er die Unruhen in seinem Heimatland verarbeitete. Vor allem reiste er zu seiner langjährigen Geliebten, der Mezzosopranistin Pauline Viardot (1821–1910), nach Paris und kehrte nur noch gelegentlich nach Russland zurück. Sieben Jahre hatte er in dieser Zeit auch einen festen Wohnsitz in Baden-Baden. Zu seinem Freundeskreis zählten unter anderem Gustave Flaubert, Prosper Mérimée, Berthold Auerbach, Paul Heyse, Gustav Freytag und Theodor Storm. Zu den Interessen Turgenews gehörte neben der Literatur das Schachspiel. Er finanzierte 1861 ein Turnier im Café de la Régence, spielte 1862 einen Wettkampf gegen Ignaz von Kolisch und gehörte zu den Organisatoren des internationalen Schachturniers in Baden-Baden 1870. Seit 1860 war er korrespondierendes Mitglied der Russischen Akademie der Wissenschaften in Sankt Petersburg.

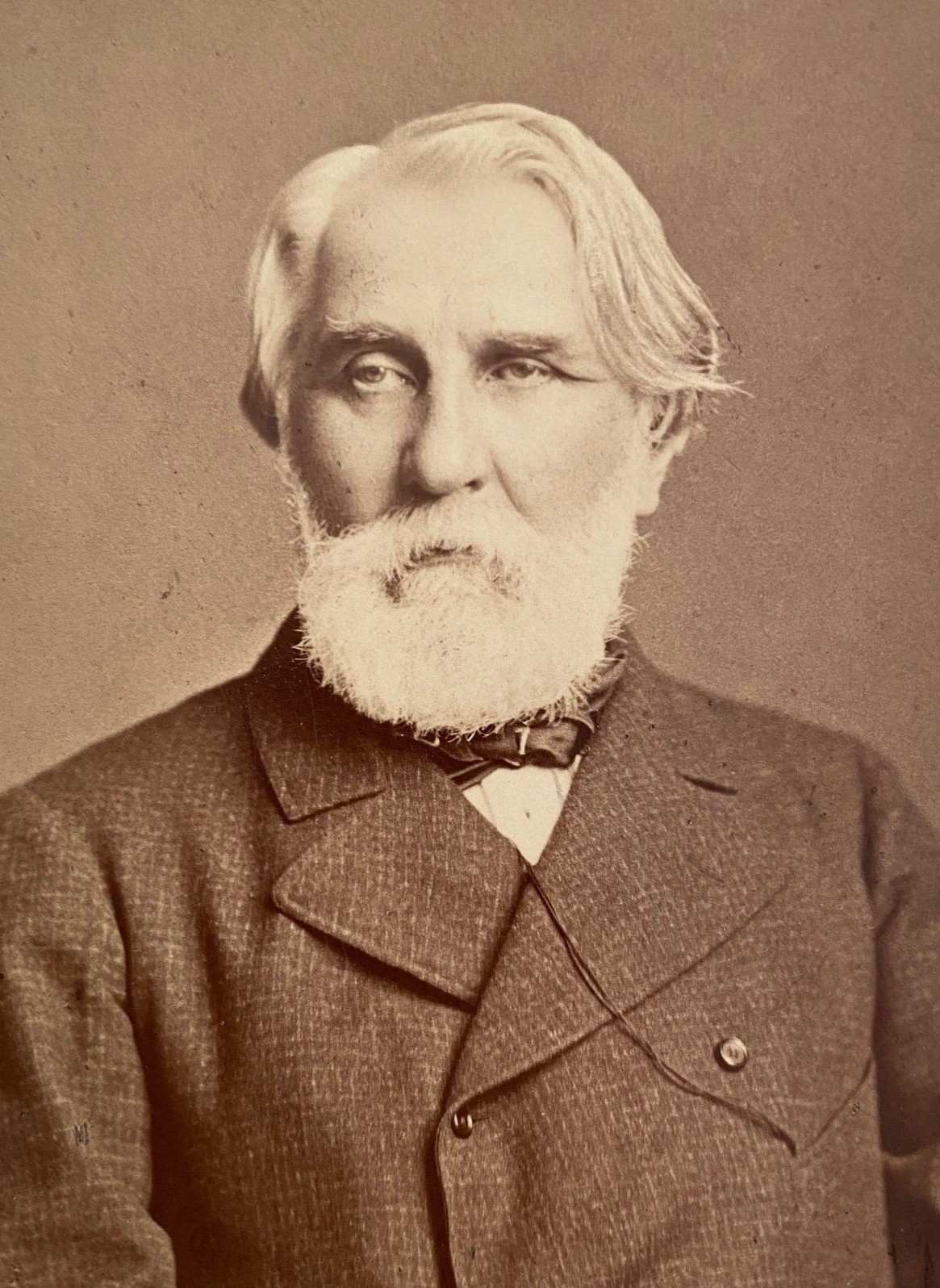
Iwan Turgenjew (Foto: Martin Hirsch, Carlsbad 1875)

1882 erkrankte Turgenew an Krebs. Ein Liposarkom in seiner rechten suprapubischen Region (also oberhalb des Schambeins) musste im Januar 1883 in Paris entfernt werden, eine Heilung war jedoch nicht möglich, da sich Metastasen im Rückenmark gebildet hatten. In den letzten Monaten seines Lebens litt Turgenew an erheblichen Schmerzen, bis er am 3. September 1883 seiner Erkrankung in seinem Haus in Bougival bei Paris erlag. Die Leiche wurde zur Autopsie nach Sankt Petersburg überführt und dort am 27. September auf dem Wolkowo-Friedhof beigesetzt.

## Werk

### Überblick

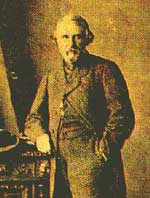
Iwan Turgenew

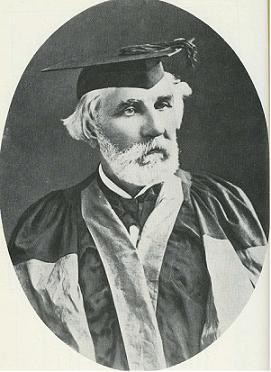
Turgenew empfängt die Ehrendoktorwürde der University of Oxford, 1879

Turgenew gilt als einer der bedeutendsten Vertreter des russischen Realismus. Sein Werk hatte großen Einfluss auf die Entwicklung des „melancholischen Impressionismus“ in Westeuropa. In frühen Jahren bis 1847 pflegte er vor allem die Lyrik (Bsp.: die Versnovelle Parascha, 1843). Ab 1855 trat er dann vermehrt als Autor von Dramen und Komödien hervor, die in ihren äußerlich wenig dramatischen Entwicklungen Züge der Dramen Anton Tschechows vorwegnehmen.
Turgenews Prosa hat einen lyrischen Grundton, der sich besonders häufig Naturbeschreibungen und gefühlsbetonten Abschweifungen zuwendet. Von der Sprache Puschkins ausgehend, suchte er sie um Ausdrucksfähigkeit und künstlerische Verwendung der Satzmelodie zu erweitern. Turgenew war ein Meister der Charakterzeichnung, seine Figuren lässt er aus vielen kleinen und kaum wahrnehmbaren Einzelheiten erstehen.
Die Erzählungen Aufzeichnungen eines Jägers (Записки охотника) von 1852 wurden von vielen als Anprangerung der Leibeigenschaft und als soziale Anklage angesehen; im Mittelpunkt stehen sehr individuelle, bäuerliche Figuren. In seinen sechs Romanen verband Turgenew die Schicksale seiner Helden mit der Schilderung sozialer, politischer und kultureller Strömungen im Russland der 1850er bis 1870er Jahre. In Väter und Söhne (Отцы и дети) (1862) verarbeitete er das Thema Generationenkonflikt; in späteren Werken, wie etwa Rauch (Дым) (1867), neigte er dagegen immer stärker zu Polemik und satirischer Darstellung der zeitgenössischen Zustände.
Turgenew zählt auch zu den bedeutendsten europäischen Novellendichtern. Seine Novellen, die vor allem durch große Vielfalt in der Beschreibung charakterisiert sind, gelten als ein Höhepunkt dieser Gattung in der russischen Literatur. In seiner Novellistik bevorzugt Turgenew Rahmenerzählungen und das vielfach abgewandelte Motiv der Liebe. In späten Jahren floss auch das Übernatürliche und Geheimnisvolle in seine Erzählungen mit ein (z. B. Klara Militsch (Клара Милич) von 1882, in der eine über den Tod hinausgehende Liebe geschildert wird).
In seiner literarischen Arbeit wurde Turgenew beeinflusst von Goethe und hier besonders von dessen Faust, so dass er mit Фауст 1856 eine gleichnamige Novelle veröffentlichte. Weitere Einflüsse kamen von Charles Baudelaire, Giacomo Leopardi und – im Alterswerk – Arthur Schopenhauer. Der wichtigste Bezugspunkt, vor allem für das Frühwerk, war jedoch wie bei fast allen russischen Schriftstellern seiner Generation Alexander Puschkin.
Turgenew hat viel getan, um die russische Literatur in Westeuropa bekanntzumachen. Er sprach fließend Französisch und Deutsch und schrieb oft Vorworte für die Übersetzungen russischer Werke in diese Sprachen oder übersetzte selber ins Deutsche oder Französische.

### Werke (Auswahl)
Romane
- Rudin. (Рудин) 1856.

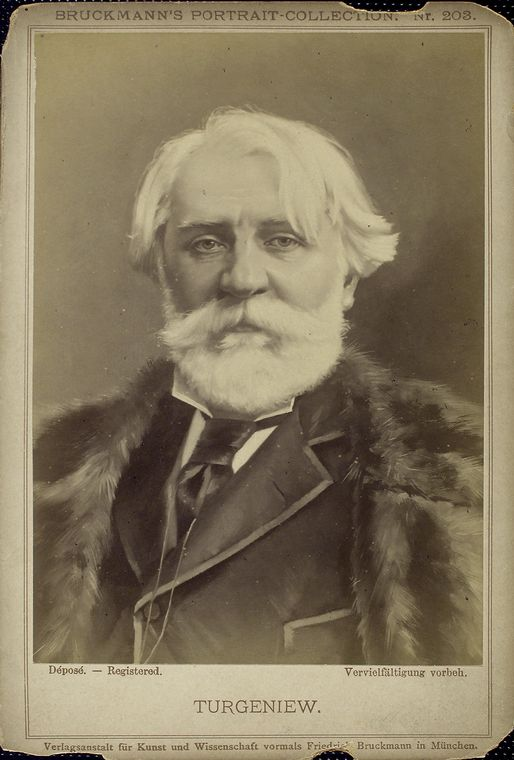
Turgenew gegen Ende seines Lebens

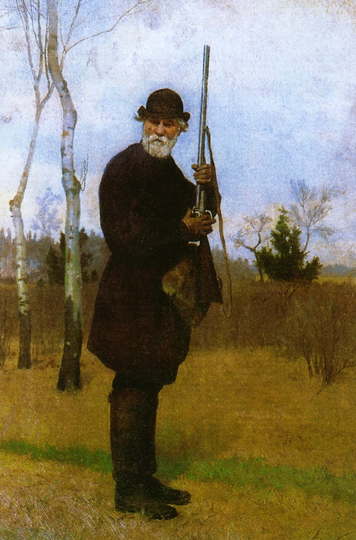
Iwan Turgenew auf der Jagd, Gemälde von Nikolai Dmitrijew-Orenburgski aus dem Jahre 1879

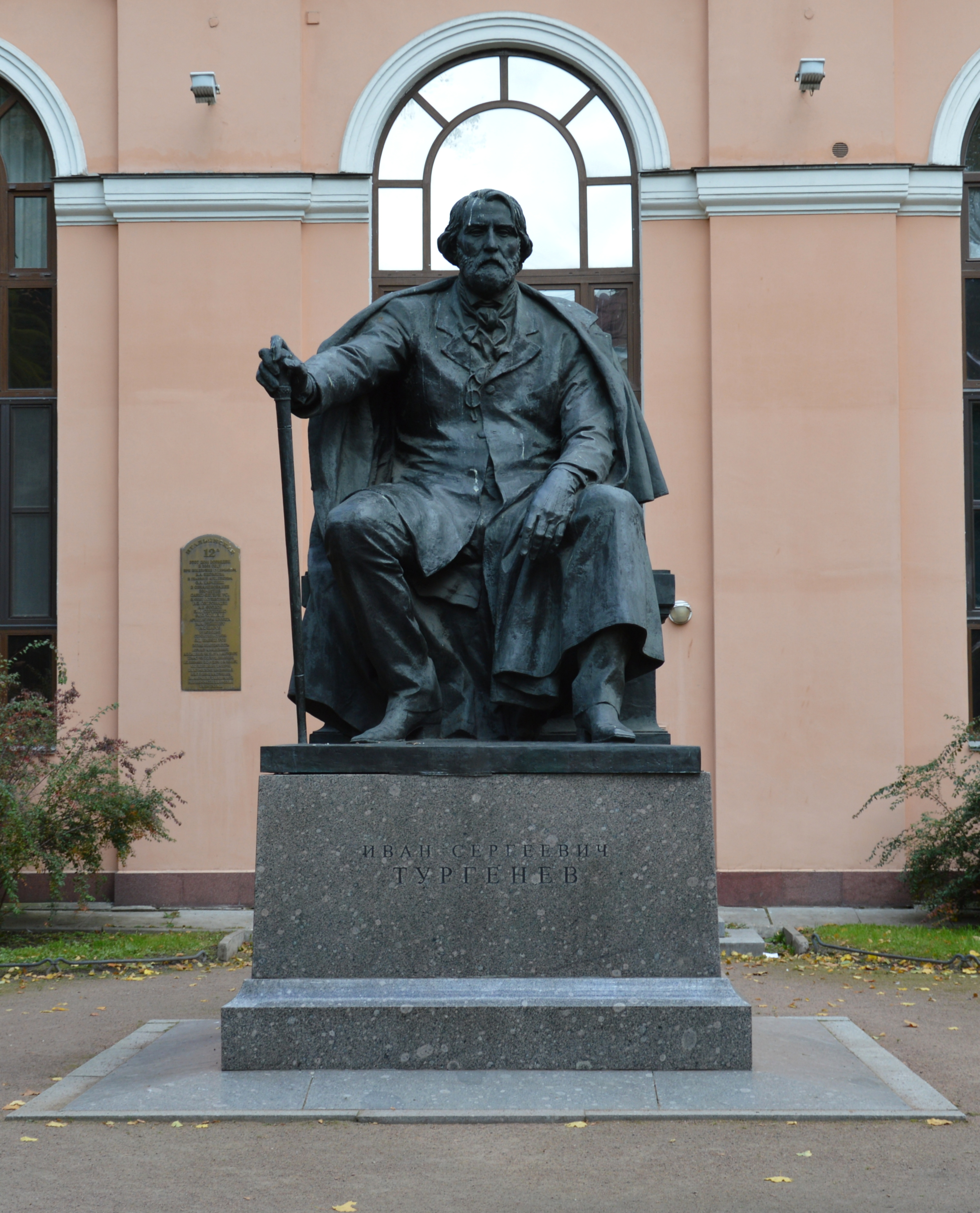
Denkmal für Turgenew in Sankt Petersburg

- Das Adelsnest. (Дворянское гнездо.) 1858.
- Am Vorabend. (Накануне.) 1859.
- Väter und Söhne. (Отцы и дети.) 1861.
- Rauch. (Дым.) 1867.
- Neuland. (Новь.) 1876.

Erzählungen
- Der Duellant. (Бретёр.) 1846.
- Tagebuch eines überflüssigen Menschen. (Дневник лишнего человека.) 1849.
- Drei Begegnungen (Три встречи) 1851.
- Aufzeichnungen eines Jägers. (Записки охотника.) 1852.
- Mumu. (Муму.) 1852.
- Zwei Freunde (Два приятеля.) 1853.
- Stillleben (Затишье.) 1854.
- Jakow Passynkow. (Яков Пасынков.) 1855.
- Faust. (Фауст.) 1856.
- Ein Briefwechsel. (Переписка.) 1856.
- Asja. (Ася.) 1857.
- Erste Liebe. (Первая любовь.) 1860.
- Gespenster. (Призраки.) 1863.
- Der Hund. (Собака.) 1866
- Die Geschichte des Leutnants Jergunow. (История лейтенанта Ергунова.) 1867.
- Eine Unglückliche. (Несчастная.) 1868
- Eine seltsame Geschichte (Странная история). 1869.
- Ein König Lear der Steppe. (Степной король Лир.) 1870.
- Frühlingswogen. (Вешние воды.) 1872.
- Die Uhr. (Часы.) 1875.

Theaterstücke
- Die Versuchungen des heiligen Antonius (Искушение святого Антония). 1842.
- Wo’s nur dünn ist … da reißt’s auch (Где тонко, там и рвётся). 1848.
- Der Hagestolz (Холостяк). 1849.
- Die Provinzialin (Провинциалка). 1851.
- Ein Monat auf dem Lande (Месяц в деревне). 1855.

Lyrik
- Parascha. (Параша.) 1843.

Sonstiges
- Hamlet und Don Quichote. (Гамлет и Дон-Кихот.) 1860, dt. Hamlet und Don Quijote, Übersetzt von Peter Urban, Friedenauer Presse, Berlin 1991, ISBN 3-921592-69-0
- Gedichte in Prosa. (Стихотворөния в прозе.) 1882.

Deutschsprachige Ausgaben
- Klara Militsch. (После смерти (Клара Милич).) 1882. Dt. Klara Milič. Zwei Novellen. Übersetzt und mit einem Nachw. versehen von Dorothea Trottenberg. Dörlemann Verlag, Zürich 2006, ISBN 3-908777-22-4.
- Sämtliche Werke. 12 Bände. Georg Müller Verlag, München/Leipzig 1911–1931; 1917 fortgeführt unter dem Titel Ausgewählte Schriften vom Propyläen Verlag, Berlin. Hrsg. von Otto Buek (nur Band 1) und Kurt Wildhagen. Übersetzt von F. M. Balte, Fega Frisch, Ludwig Rubiner, August Scholz, S. Levine, R. v. Walter, Ida Orloff, Kurt Wildhagen u. a.
- Visionen / und andere phantastische Erzählungen. Weimar 1914. Gutenberg eText
- Die Uhr. Eine Novelle. Erich Matthes, Leipzig 1925.
- Faust. (Фаүст.) 1856. Dt. Faust. Zwei Novellen. Übersetzt und mit einem Nachwort versehen von Dorothea Trottenberg. Dörlemann Verlag, Zürich 2007, ISBN 978-3-908777-33-5.
- Gesammelte Werke in Einzelbänden, 10 Bände, Aufbau Verlag, Berlin und Weimar, 1970–1985. Neuausgabe 1994.
- Briefe von I. S. Turgéniew. Erste Sammlung (1840–1883). Hrsg. von der „Gesellschaft zur Unterstützung hilfsbedürftiger Schriftsteller und Gelehrten“. Aus dem Russischen übersetzt und Anmerkungen versehen von Heinrich Ruhe. F. W. v. Biedermann, Leipzig 1886.
- Karl Ernst Laage: Theodor Storm und Iwan Turgenjew persönliche und literarische Beziehungen, Einflüsse, Briefe, Bilder. Westholsteinische Verlagsanstalt Boyens & Co, Heide 1967. (Reprint Topos Verlag, Vaduz 1970).
- Iwan Turgenjew. Briefe an Ludwig Pietsch. Mit einem Anhang: Ludwig Pietsch über Turgenjew. Aufbau-Verlag, Berlin/Weimar 1968.

## Literatur

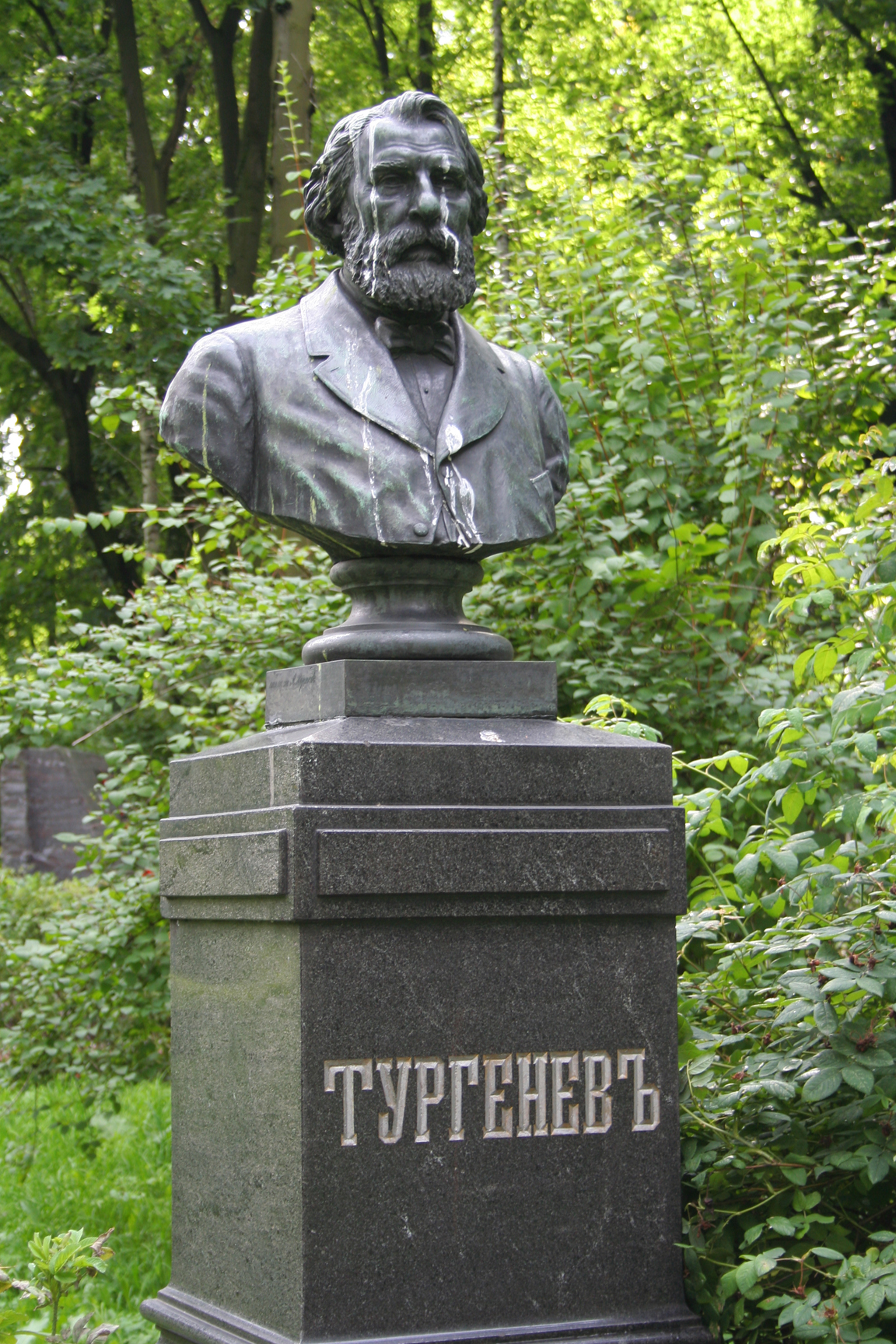
Grabbüste Turgenews (Schosefina Polonskaja, 1885) auf dem Wolkowo-Friedhof

## Sonstiges
Der deutsche Panzeroffizier Antonius John wurde 1974 durch die Sowjetregierung und Akademie der Wissenschaften in Moskau und Orel für die Rettung des Museums mit dem Nachlass des russischen Dichters Iwan Turgenew in der Panzerschlacht um Kursk (1943; Unternehmen Zitadelle) ausgezeichnet.
Der am 1. Dezember 1975 entdeckte Asteroid des mittleren Hauptgürtels (3323) Turgenev wurde nach Iwan Sergejewitsch Turgenew benannt.